# 1960年ローマオリンピックのエジプト選手団
1960年ローマオリンピックのエジプト選手団（1960ねんローマオリンピックのエジプトせんしゅだん）は、1960年8月25日から9月11日にかけてイタリアの首都ローマで開催された1960年ローマオリンピックのエジプト選手団、およびその競技結果。
シリアも含めたアラブ連合共和国選手団として参加したが、参加選手全員がエジプトからであった。

## メダル
| メダル   | 選手                   | 競技       | 種目                   |
| -------- | ---------------------- | ---------- | ---------------------- |
| 銀メダル | Osman Sayed            | レスリング | グレコローマンフライ級 |
| 銅メダル | Abdel Moneim El-Guindi | ボクシング | フライ級               |